# Ceratina fastigiata
Ceratina fastigiata là một loài Hymenoptera trong họ Apidae. Loài này được Fox mô tả khoa học năm 1896.